# Etna (Maine)
Etna es un pueblo ubicado en el condado de Penobscot en el estado estadounidense de Maine. En el Censo de 2010 tenía una población de 1.246 habitantes y una densidad poblacional de 19,27 personas por km².

## Geografía
Etna se encuentra ubicado en las coordenadas 44°47′8″N 69°7′58″O / 44.78556, -69.13278. Según la Oficina del Censo de los Estados Unidos, Etna tiene una superficie total de 64.67 km², de la cual 64.25 km² corresponden a tierra firme y (0.64%) 0.41 km² es agua.

## Demografía
Según el censo de 2010, había 1.246 personas residiendo en Etna. La densidad de población era de 19,27 hab./km². De los 1.246 habitantes, Etna estaba compuesto por el 97.19% blancos, el 0.72% eran afroamericanos, el 0.64% eran amerindios, el 0.4% eran asiáticos, el 0% eran isleños del Pacífico, el 0.32% eran de otras razas y el 0.72% pertenecían a dos o más razas. Del total de la población el 1.12% eran hispanos o latinos de cualquier raza.